# Katedra Panny Marii w Viborgu
Katedra Panny Marii w Viborgu (duń. Vor Frue Domkirke) – jest luterańską katedrą w Viborgu. Mieści się przy Sct. Mogens Gade.
Katedra w Viborgu jest wielka i imponująca, odzwierciedlając tradycyjne znaczenie miasta jako administracyjne i handlowe centrum Jutlandii. Kościół stał na tym miejscu od 1130, chociaż ogień prawie zniszczył oryginalną budowlę, i tylko krypta pozostała ze średniowiecznej struktury. Obecna katedra jest w dużej mierze dziewiętnastowieczna. Wyróżnia się szczególnie swoim wystrojem wnętrz przez barwne freski wykonane przez Joakima Skovgaarda które przedstawiają sceny z Biblii.